# Седиу (область)
Седиу (фр. Sédhiou, волоф Séeju) — область на юго-западе Сенегала. Административный центр — город Седиу. Площадь — 7 293 км², население — 431 000 человек (2010 год).

## География
На западе граничит с областью Зигиншор, на востоке с областью Колда, на севере с Гамбией, на юге с Гвинеей-Бисау. Область пересекает с востока на запад река Казаманс.
Область Седиу находится в исторической области Казаманс, в южной части Сенегала. Была образована в 2008 году на территории западных районов области Колда.

## Административное деление
Административно область подразделяется на 3 департамента:
- Бункилин
- Гудомп
- Седиу